# Arroyo de los Humos
El arroyo de los Humos un curso natural de agua de la Región del Libertador General Bernardo O'Higgins que nace en las faldas del volcán Fray Carlos (vecino del volcán Tinguiririca) y fluye en dirección general oeste hasta desembocar en el río Azufre (Tinguiririca) en la cuenca del río Rapel.
No confundir con el arroyo del Humo de la cuenca del río Aysén.

## Trayecto
La toponimia de la zona aún es imprecisa, como muestra una comparación con el mapa de la zona del mismo IGM pero del año 1945.

## Historia
Es cercano al lugar donde se estrelló el vuelo 571 de la Fuerza Aérea Uruguaya en 1971.
Luis Risopatrón lo describe así en su Diccionario Jeográfico de Chile (1924) sobre el río:: 417 
Humos (Arroyo de los) 34° 50' 70° 25'. Con aguas termales en su parte superior i buenos pastizales en sus márjenes, corre hácia el NW i pasa por una pampita pastosa, en la que recibe el arroyo de Frai Carlos i donde se puede vadear sin inconveniente; sigue paralelamente al curso del arroyo de Los Piuquenes, con el que casi se junta, a causa de una depresión del pequeño cordón que los separa. Se despeña enseguida por honda quebrada en el llano de Las Pómez i concluye por vaciarse en la márjen E del curso medio del rio de El Azufre, del Tinguiririca. 119, p. 75; 1 134.